# Falco (turmarca)
Falco (em latim: Falcus) ou Falcão (Falcon) foi oficial bizantino do século XI, ativo sob o reinado do imperador Basílio II (r. 976–1025). Segundo os documentos era turmarca e episcepteta em Trani, na Apúlia. Supostamente já estava ativo em 1018, quando aparece como signatário do documento do catepano Basílio Boiano que dava posses ao mosteiro de Monte Cassino. Essa menção é entendida por alguns autores como anacrônica, no entanto. Concretamente, em junho de 1021, recebeu ordens de Boiano para transferir os bens do rebelde Maraldo de Trani ao monge Atenulfo de Monte Cassino.